# بيلا (مركز تجاري)

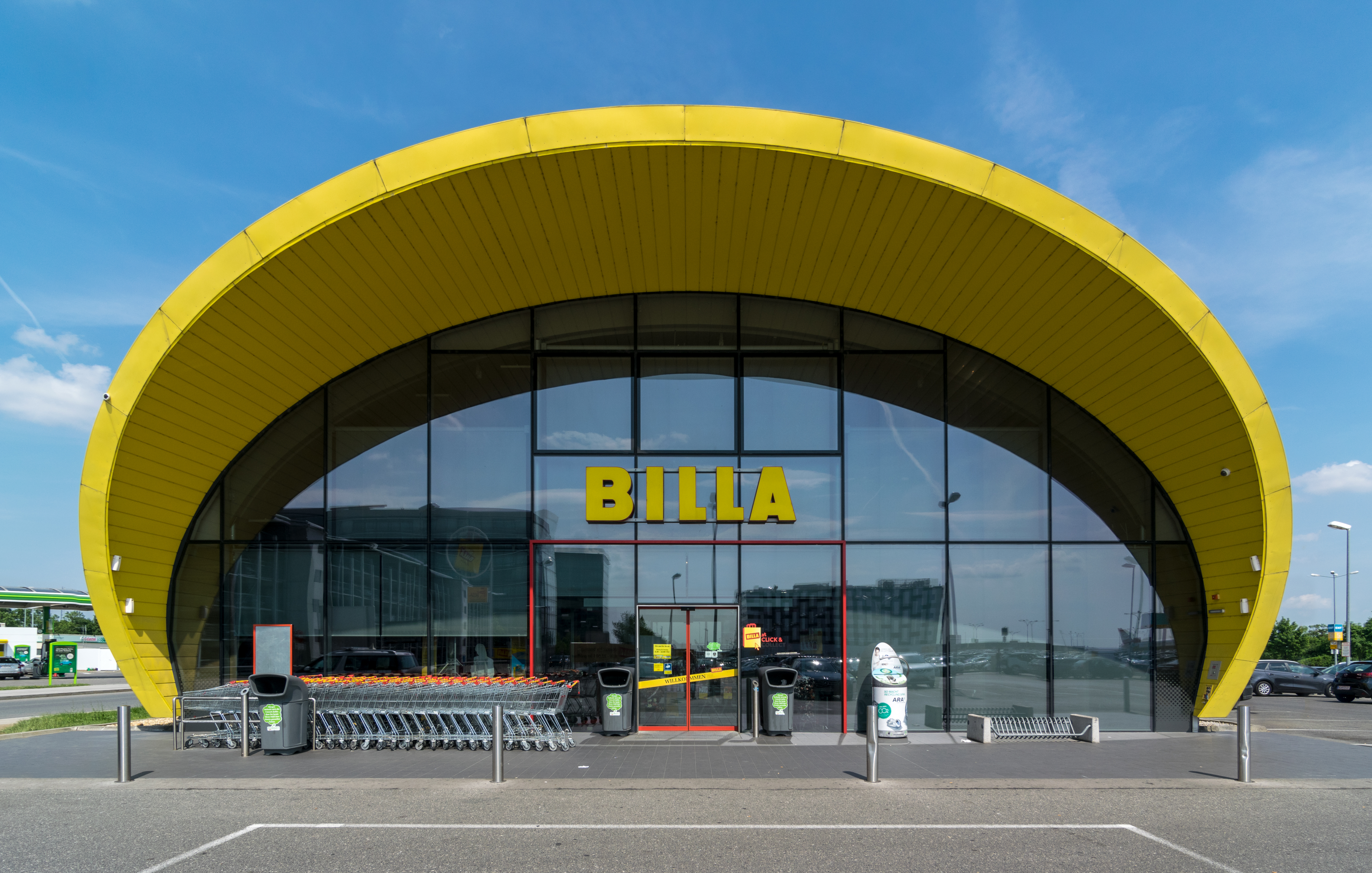
Billa Vienna-Schwechat

بيلا (بالألمانية: Billa)‏ هي سلسلة مراكز تجارية أوروبة تم إنشائها في النمسا. وفي عام 2016 أصبح في النمسا 1,050 مركز تجاري و 18,400 موظف.

## بيلا في أوروبا
توجد متاجر بيلا في ثماني دول أوروبية:
| الدولة   | عدد المراكز التجارية |
| -------- | -------------------- |
| النمسا   | +1000                |
| التشيك   | 205                  |
| سلوفاكيا | 130                  |
| بلغاريا  | 110                  |
| رومانيا  | 87                   |
| روسيا    | 72                   |
| كرواتيا  | 49                   |
| أوكرانيا | 29                   |